# Battaglia di Cedynia

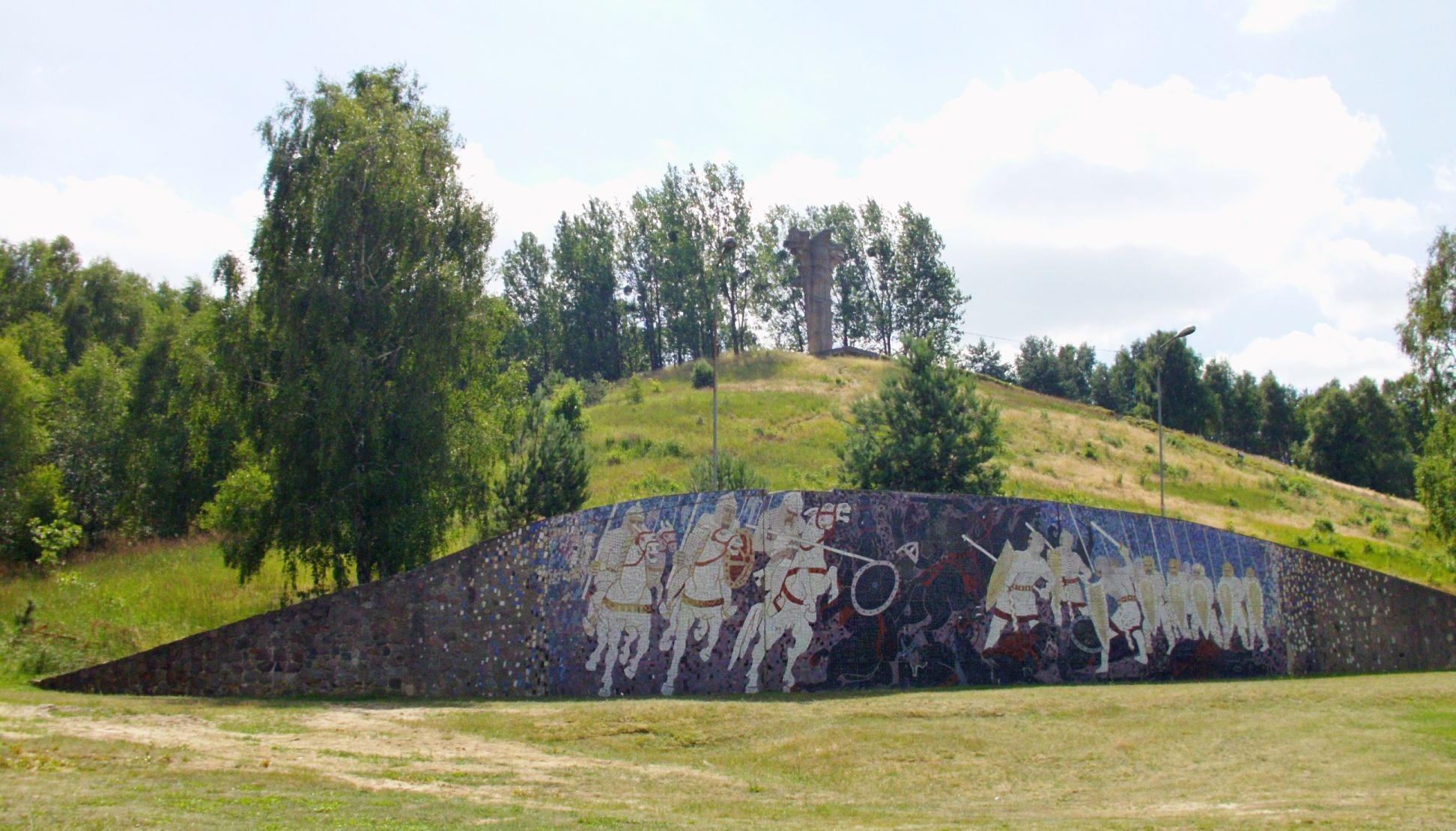
Monumento alla Battaglia di Cedynia / Zehden (costruita 1972)

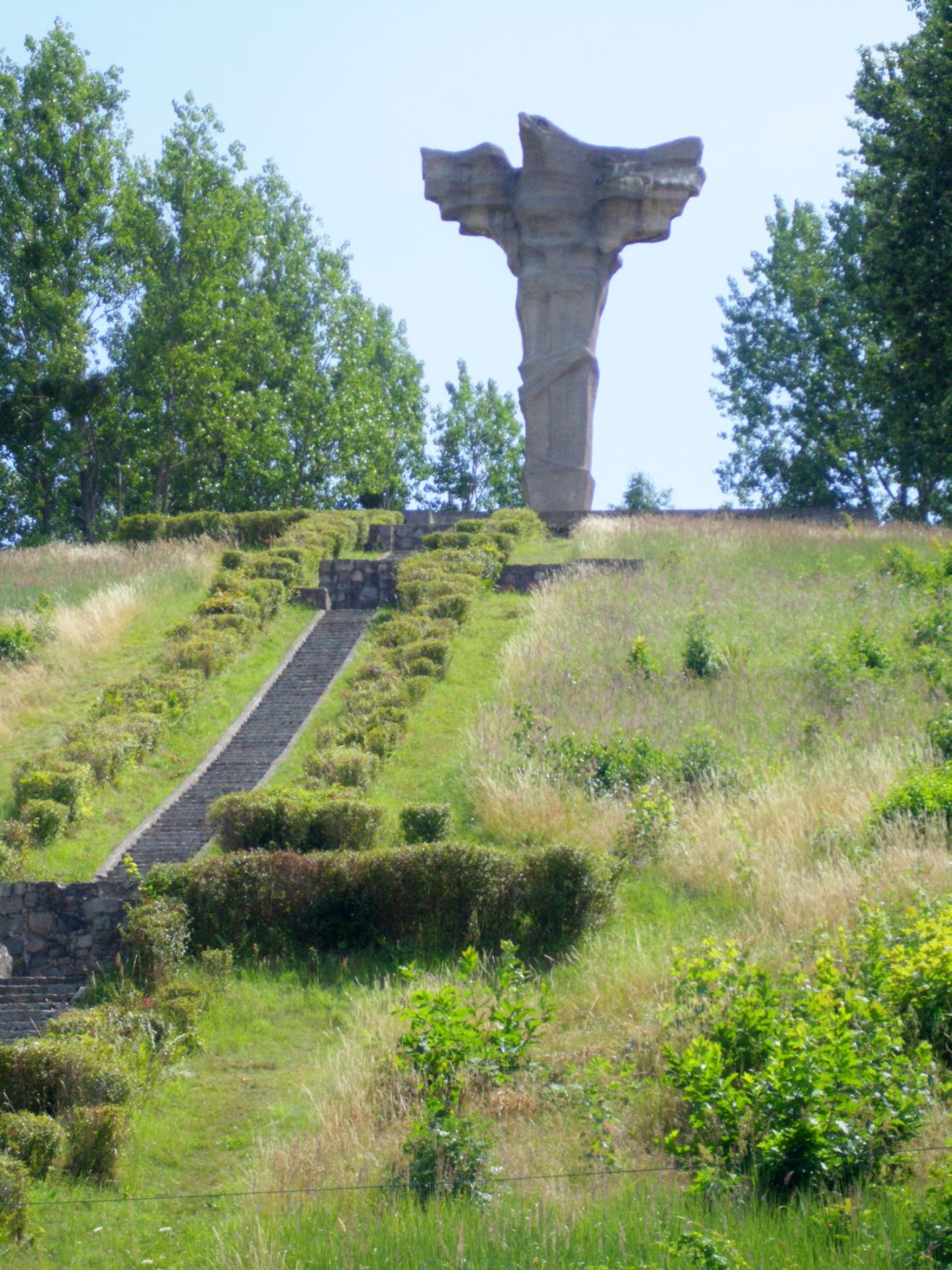
Aquila polacca del monumento

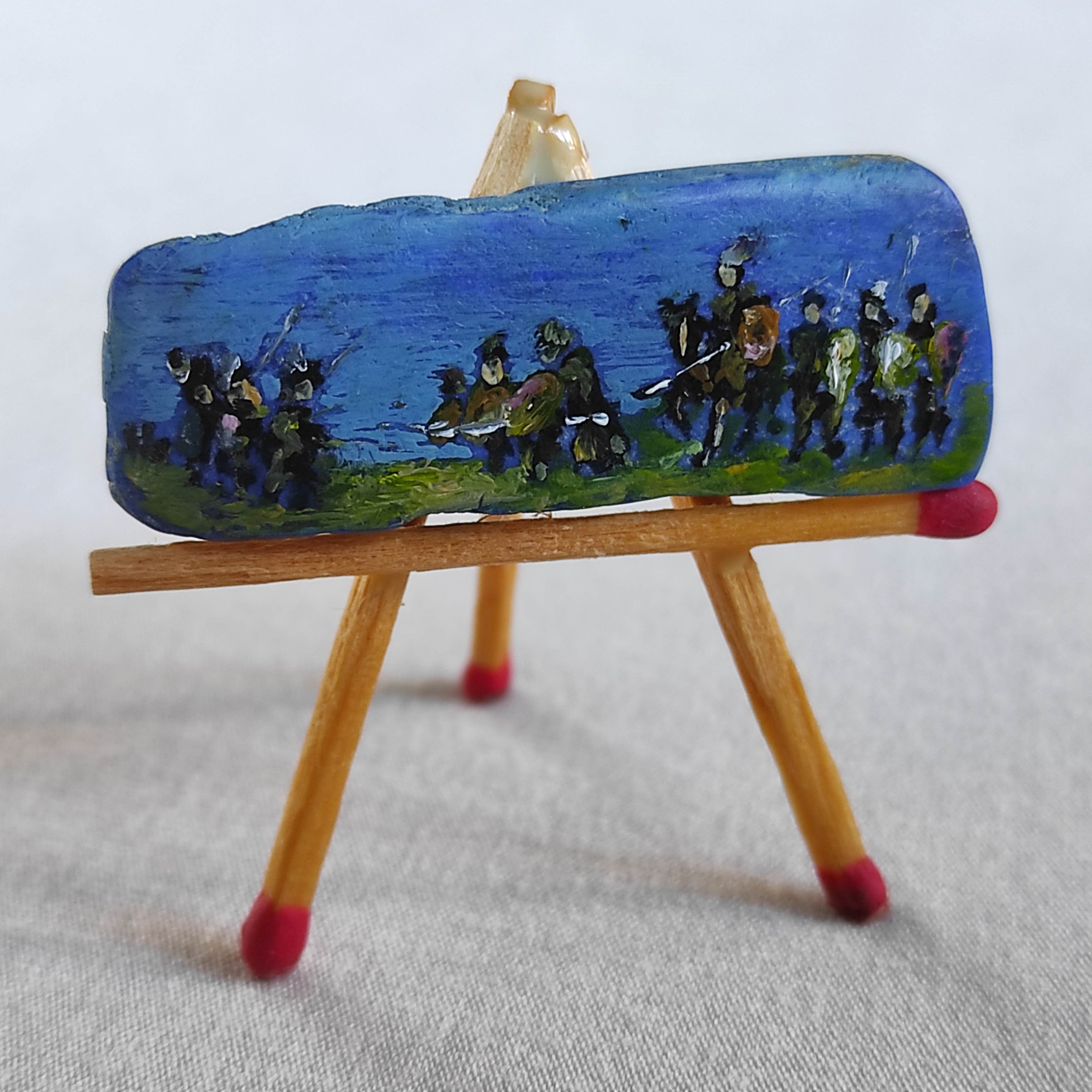
Paweł Brodzisz, Battaglia di Cedynia, dipinto a olio su lapislazzuli, dimensione 15 mm x 42 mm, Museo d'arte professionale in miniatura Henryk Jan Dominiak di Tychy

La battaglia di Cedynia, avvenuta nel 972, fu la prima battaglia documentata storicamente in Polonia.

## Antefatto
Attorno al 937 il margravio sassone Gero I aveva occupato vasti territori ad est dell'Elba, dove soggiogò i Polabi, un popolo slavo della zona. Continuando l'espansione giunse fino all'Oder, oltre il quale si estendeva il regno di Piast, e, dopo alcuni scontri, Gero riuscì a sottometterlo. Successivamente il margravio della marca orientale sassone Odone I, che doveva riscuotere il tributo della regione, desideroso di espandere ulteriormente il proprio territorio, attaccò, certo della vittoria, Mieszko I di Polonia.

## La battaglia
Il 24 giugno 972 gli eserciti di Polonia e Sassonia si incontrarono nei pressi di Cedynia. Tietmaro di Merseburgo, l'unico storico contemporaneo ai fatti che tratti la battaglia, racconta la battaglia nel suo Chronicon in modo piuttosto laconico. Non si conoscono i dettagli della battaglia, solo che i Polacchi sconfissero in modo decisivo le truppe di Odone. Il fratello di Mieszko, Czcibor, perì durante la battaglia.

## Eventi successivi
La sconfitta del proprio esercito spinse l'imperatore tedesco Ottone I il Grande a stipulare la pace con Mieszko I, che fu ratificato anche con gli imperatori successivi.
Dopo la seconda guerra mondiale la battaglia, precedentemente quasi ignorata, entrò nel mito polacco come la prima resistenza ai Tedeschi, e nel 1972 fu eretto nella zona un grandioso monumento in ricordo della vittoria. Dopo la caduta del comunismo in Europa, l'evento venne affrontato in modo meno enfatico ma comunque celebrato come una delle più importanti battaglie polacche.